# اس‌اس آلپنا
اس‌اس آلپنا (به انگلیسی: SS Alpena) یک کشتی بود که طول آن ۱۹۷ فوت (۶۰ متر) بود. این کشتی در سال ۱۸۶۶ ساخته شد.